# Christian Atsu
Christian Atsu Twasam, född 10 januari 1992 i Ada Foah, Ghana, död cirka 6 februari 2023 i Antakya, Turkiet, var en ghanansk fotbollsspelare. Han spelade främst som vänsterytter. Atsu omkom i jordbävningen i Turkiet i februari 2023.

## Klubbkarriär
Atsu gjorde debut i Primeira Liga den 28 augusti 2011 för Rio Ave i en 0–1-hemmaförlust mot SC Olhanense. Han gjorde debut för FC Porto den 11 augusti 2012 i en 1–0-hemmavinst över Académica.
Den 31 augusti 2016 lånades Atsu ut till Newcastle United på ett låneavtal över säsongen 2016/2017 med en köpoption. Den 24 maj 2017 utnyttjade Newcastle köpoptionen och värvade Atsu på ett fyraårskontrakt.
Den 17 juli 2021 värvades Atsu av saudiska Al-Raed, där han skrev på ett tvåårskontrakt. I september 2022 värvades Atsu av turkiska Hatayspor, där han skrev på ett ettårskontrakt med option på ytterligare ett år.

## Landslagskarriär
Christian Atsu debuterade för Ghanas landslag den 1 juni 2012 i en 7–0-seger över Lesotho.

## Meriter
Porto
- Portugisisk mästare: 2013
- Portugisisk supercupvinnare: 2012

 Newcastle United
- Vinnare av engelska andradivisonen: 2017